# Прорвич, София Фёдоровна
София Прорвич — православная белорусская писательница.

## Биография
4 марта 1860 года родилась, а 18 апреля крещена в Узденской Петро-Павловской церкви София. Родители: Узденской Петро-Павловской церкви Диакон Феодор Васильев Чистяков и законная жена его Анна Стефановна, оба православного исповедания. Пометка на полях: «Часная справка при зачислении в училище Парицкое, 10 августа 1872 года».

Среди читателей и в литературных кругах довоенной Польши имя Софии Прорвич было довольно широко известно. Однако из-за того, что она была религиозной писательницей и жила в Западной Белоруссии (вне СССР на тот момент), её творчество в СССР не признавали. Была активной читательницей популярного в межвоенной Польше и в близлежащих странах Европы журнала «Воскресное чтение». Николай Павлович Прорвич, будущий муж писательницы, окончив минскую духовную семинарию, работал в Паричском женском духовном училище. В Государственном литературно-мемориальном музее Якуба Коласа имеется открытка, подписанная «Софье Фёдоровне Прорвич в Польше».
С 1930 г. регулярно совершала паломничества в Свято-Успенскую Почаевскую лавру. Скончалась 29 июля 1938 г. в Почаевской лавре после тяжёлой, продолжительной болезни. Похоронена на Почаевском кладбище.

## Произведения
Литературное наследие по состоянию на осень 2011 года в забвении, известно немногим, биография только начинает исследоваться.

Произведения Прорвич разбросаны по многим (ныне очень редким) периодическим изданиям.

Чаще всего произведения печатались в варшавском еженедельнике «Воскресное чтеніе» (начал выходить с 1924 г. в Варшаве на русском языке и издавался православной митрополией, в в Национальной библиотеке Беларуси отсутствует, хранятся в  Брестском архиве), где их - несколько десятков.